# Netrostoma coerulescens
Netrostoma coerulescens is een schijfkwal uit de familie Cepheidae. De kwal komt uit het geslacht Netrostoma. Netrostoma coerulescens werd in 1903 voor het eerst wetenschappelijk beschreven door Maas. 